# Sphingius paltaensis
Sphingius paltaensis är en spindelart som beskrevs av Biswas 1992. Sphingius paltaensis ingår i släktet Sphingius och familjen månspindlar. Inga underarter finns listade i Catalogue of Life.